# جائزة بريطانيا الكبرى 2009
جائزة بريطانيا الكبرى 2009 (بالإنجليزية: 2009 British Grand Prix)‏ هو سباق فورمولا 1 أقيم بتاريخ 21 يونيو 2009 في حلبة سلفرستون، إنجلترا. كان الثامن من أصل 17 في بطولة العالم لسباقات الفورمولا واحد موسم 2009. حلّ الألماني سباستيان فيتل أولا بينما جاء الأسترالي مارك ويبر في المركز الثاني وحصل على المركز الثالث البرازيلي روبنز باركيلو.